# 情熱の代償/ESCAPE
「情熱の代償/ESCAPE」（じょうねつのだいしょう/エスケープ）は、日本の音楽ユニット・GIRL NEXT DOORの3作目のシングル。

## 概要
- 前作「Drive away/幸福の条件」から約3か月ぶりにして、2作目の両A面シングル及びアルバム『GIRL NEXT DOOR』からの先行シングル。
- 前作発売前には既に発売が発表されていた[注 1][1]。
- 表題1曲目は佐々木蔵之介主演のテレビドラマ『ギラギラ』の主題歌に[1][2]、表題2曲目はメンバーの千紗出演の東芝『W65T』のCMソングに使用された。ドラマタイアップは今作が初となった。
- ジャケットが異なるCD+DVD規格とCD規格の2形態で発売され、CD+DVD規格のDVDには表題1曲目のミュージック・ビデオが収録された。
- オリコンチャート初登場3位を獲得[3]。3作連続でトップ3入りを果たした。

## 収録曲
| 全作詞: 千紗 & Kenn Kato、全作曲: 鈴木大輔。 |                                       |                  |            |                                                             |            |      |
| #                                            | タイトル                              | 作詞             | 作曲・編曲 | 編曲                                                        | リミックス | 時間 |
| 1.                                           | 「情熱の代償」                        | 千紗 & Kenn Kato | 鈴木大輔   | GIRL NEXT DOOR & 石塚知生                                   |            | 4:34 |
| 2.                                           | 「ESCAPE」                            | 千紗 & Kenn Kato | 鈴木大輔   | GIRL NEXT DOOR & 石塚知生（ストリングスアレンジ：村山達哉） |            | 5:13 |
| 3.                                           | 「情熱の代償 (Shinichi Osawa Remix)」 | 千紗 & Kenn Kato | 鈴木大輔   |                                                             | 大沢伸一   | 5:31 |
| 4.                                           | 「情熱の代償 (ice cream mix)」        | 千紗 & Kenn Kato | 鈴木大輔   |                                                             | 鈴木大輔   | 6:09 |

### 解説
1. 情熱の代償
歌詞は、設定としての「彼氏の元彼女が、自身と似ている」を派生させ、そこに千紗の実体験を基づかせて書かれた[1][2]。
ミュージック・ビデオはチェコのプラハにて撮影され、千紗出演によるドラマ仕立ての作風となった[2][4]。
2. ESCAPE
初めて生のストリングスを取り入れた楽曲。
3. 情熱の代償 (Shinichi Osawa Remix)
表題1曲目のリミックスバージョン。
4. 情熱の代償 (ice cream mix)
表題1曲目のリミックスバージョン。

## 参加ミュージシャン
GIRL NEXT DOOR
- 千紗：Vocal
- 鈴木大輔：Keyboards
- 井上裕治：Guitar

Support Musician
- 村山/桐山ストリングス：Strings (#2)

## タイアップ
- テレビ朝日系列金曜9時枠連続ドラマ『ギラギラ』主題歌 (#1)
- 東芝製携帯電話『W65T』CMソング (#2)

## 収録アルバム
- GIRL NEXT DOOR (#1,2 Album Edit)
- SINGLE COLLECTION (#1)
- girl next door THE LAST (全曲)
- TEPPAN-YAKI -A Collection Of Remixes- (#3)[5]